# 布当曲

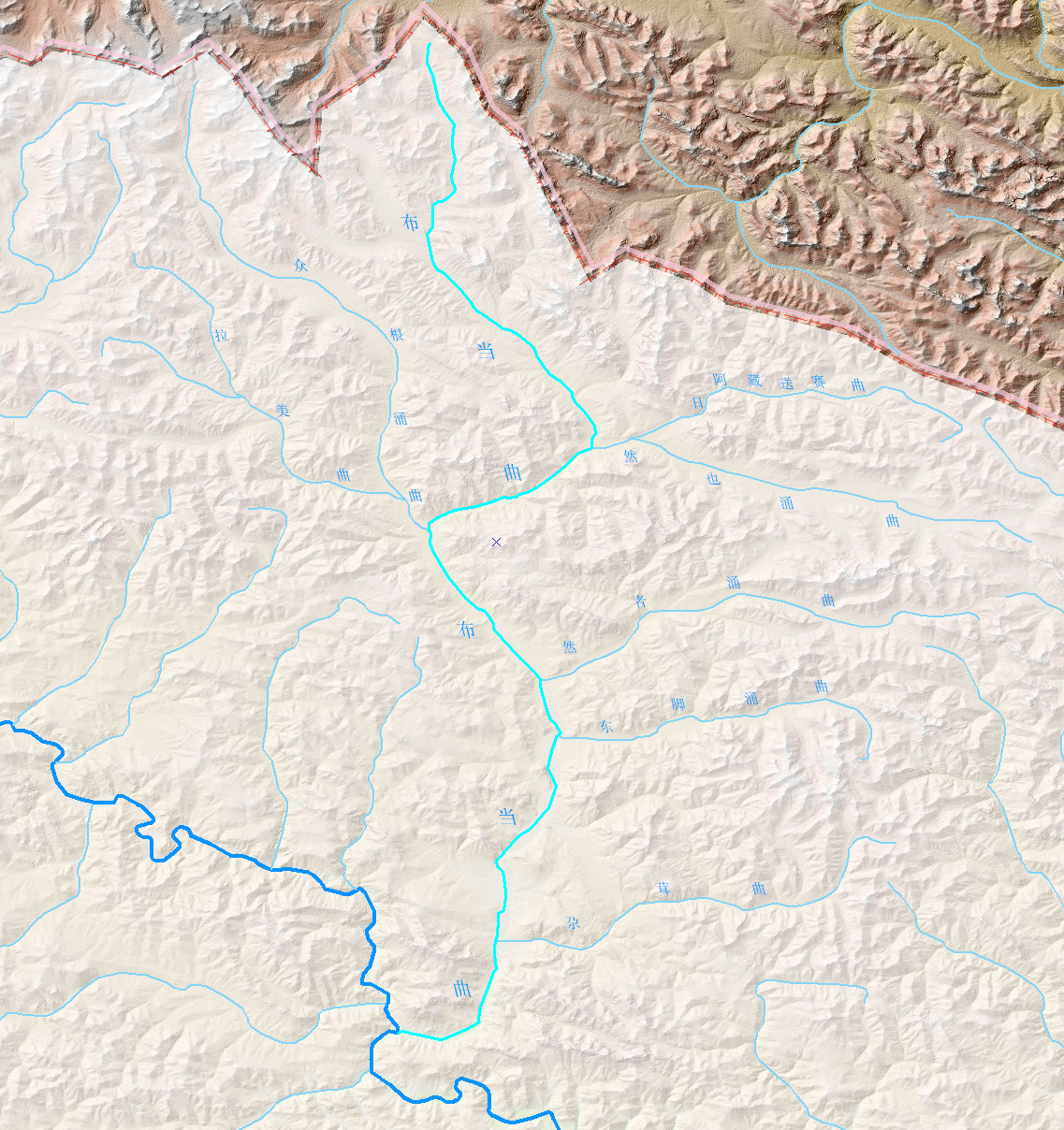
布当曲干流及主要支流。

布当曲位于中国青海省玉树藏族自治州杂多县东部的一条河流，是澜沧江上游段扎曲的左岸支流。发源于杂多县与治多县交界处的色的日雪山群众，源流在峡谷中向东南流28.6千米后转西南流，经12.4千米右纳众根涌曲后又转向东南流，过扎青乡政府驻地后11.2千米转向西流，5千米后汇入扎曲。河流全长91.5千米，流域面积1930平方千米。流域呈山丘峡谷地貌，牧草生长良好，属纯牧区，人口稀少，各季牧帐都在河畔和山脚下。